# Running with the Night
Running with the Night is een nummer van de Amerikaanse zanger Lionel Richie uit 1983. Het is de tweede single van zijn tweede soloalbum Can't Slow Down.
In "Running with the Night" zingt Richie over een spannende en gedenkwaardige nacht in de stad met zijn geliefde. De gitaarsolo in het nummer werd verzorgd door Toto-gitarist Steve Lukather, terwijl de op dat moment nog relatief onbekende Richard Marx te horen is als achtergrondzanger. Het nummer werd in diverse landen een hit en bereikte in zowel de Amerikaanse Billboard Hot 100 als de Nederlandse Top 40 en Vlaamse Radio 2 Top 30 de 7e positie.

## Tracklijst
7"-single
1. "Running with the Night" - 4:05
2. "Serves You Right" - 4:55